# Гасанов, Магомед Абусупянович
Магомед Абусупянович (Абусулянович) Гасанов (род. 10 июня 1999) — российский самбист и боец смешанных боевых искусств, чемпион России и мира по ММА, серебряный призёр чемпионатов России по боевому самбо (2024, 2025), чемпион (2024) и призёр (2025) чемпионатов Европы.

## Биография
Боевым самбо занимается в казанской СШОР «Батыр» под руководством тренера В. А. Иванова. 
24 марта 2023 года ему было присвоено звание мастер спорта России по смешанным боевым единоборствам (ММА). 
В начале июня 2023 года в Ханты-Мансийске, одержав победу в финале над Абдулой Исаевым на чемпионате России по смешанному боевому единоборству (ММА) в весовой категории до 93 кг, стал победитем. 
6 марта 2024 года в Брянске стал серебряным призёром чемпионата России по боевому самбо в весовой категории до 98 кг, в финале он уступил Дмитрию Елисееву из Санкт-Петербурга.

## Спортивные достижения
- Чемпионат Европы по смешанному боевому единоборству 2021 — [5];
- Чемпионат России по смешанному боевому единоборству 2022 — [6];
- Чемпионат России по смешанному боевому единоборству 2023 — [7];
- Чемпионат России по смешанному боевому единоборству 2024 — [8];
- Чемпионат мира по смешанному боевому единоборству 2024 (MMA World) — [9];
- Чемпионат России по самбо 2024 — ;
- Чемпионат России по самбо 2025 — ;